# Burgemeester Cramergracht

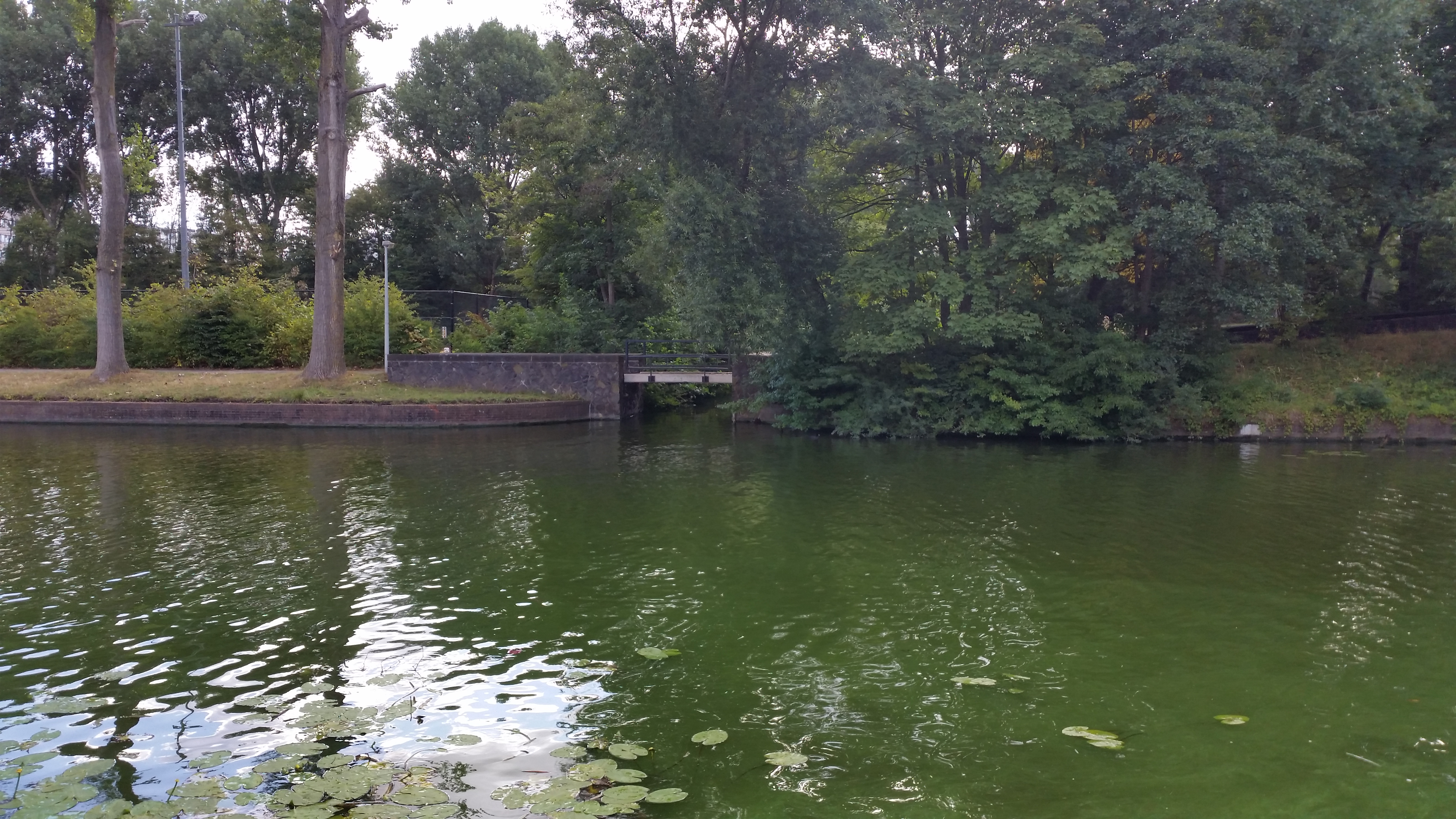
Kijk over de gracht ter hoogte van brug 632 (augustus 2018)

De Burgemeester Cramergracht is een gracht en een daaraan parallel lopende straat in Amsterdam Nieuw-West. De gracht kreeg zijn naam in 1952 en werd genoemd naar Willem Daniël Cramer (1788-1856), burgemeester van Amsterdam van 1836 tot 1841.

## Ligging en geschiedenis
Ze werd aangelegd in de jaren vijftig als onderdeel van de Westelijke Tuinsteden. De gracht ligt in Slotermeer en verbindt de Burgemeester van Tienhovengracht met de Sloterplas. Sinds de instelling van de stadsdelen in 1990 ligt de gracht in Geuzenveld-Slotermeer, vanaf 2010 in Nieuw-West, totdat de stadsdelen in 2018 werden opgeheven.

## Bouwwerken
De straat wordt gedomineerd door twee in 1956-'58 gebouwde (bijna) identieke galerijflats van acht woonlagen op een onderbouw van garages en bergingen, ontworpen door architect Piet Zanstra. Deze flats waren destijds de eerste moderne galerijflats van Amsterdam.
Nabij de Burgemeester van Tienhovengracht ligt de schutsluis Cramergrachtsluis, die de peilscheiding vormt tussen het stadspeil van de Erasmusgracht / Burgemeester van Tienhovengracht (NAP -0.40) en de Sloterplas op polderpeil (NAP -2.10).
Over de gracht liggen drie bruggen. Van noord naar zuid:
- Brug 1831, een brug gelegen over de schutsluis
- Brug 604 in de Burgemeester Röellstraat van architect Piet Kramer uit 1953 met allerlei plastieken; jaarstenen in de stijl van de Amsterdamse School, de brug is gemeentelijk monument
- Brug 606 in de Jan Evertsenstraat van architect Dick Slebos, Piet Kramers opvolger bij de Dienst der Publieke Werken.

## Kunst
Aan de straat en gracht zijn diverse kunstwerken te zien:
- Olifant India, een olifant nabij brug 606
- het mozaïek Phoenix van Raymond Both op de flat Burgemeester Cramergracht 1-98
- Pergola’s en jaarstenen van Piet Kramer, beelden van Jan Meefout en plastieken van Rob Schreefel op brug 604.